# 布吕歇尔号大巡洋舰
布吕歇尔号是德意志帝国海军于20世纪早期建造的一艘独级大巡洋舰及最后一艘装甲巡洋舰。它是根据德国情报部门错误认为的英国无敌级战列巡洋舰的尺寸所设计。布吕歇尔号较以往的装甲巡洋舰更大，装备有更多的重型武器，但其尺寸及武装仍无法与英国皇家海军和德意志帝国海军用于替代装甲巡洋舰的战列巡洋舰相匹敌。该舰得名于前普鲁士陆军元帅格布哈德·列博莱希特·冯·布吕歇尔，这是在1815年滑铁卢战役中指挥普鲁士军队的总司令。
布吕歇尔号于1907年至1909年间在基尔的帝国船厂建造，并于1909年10月1日投入使用。该舰在其运用生涯的大部分时间内都在第一侦察集群服役，直至第一次世界大战初期。它参加了1914年的突袭雅茅斯和突袭斯卡布罗、哈特尔浦及惠特比等行动。在1915年1月24日的多格尔沙洲海战期间，布吕歇尔号被英国海军中将戴维·贝蒂率领的战列巡洋分舰队的炮火击中，导致速度明显减慢。德国分舰队司令、海军少将弗朗茨·冯·希佩尔遂决定放弃布吕歇尔号，以拯救其更有价值的战列巡洋舰。在英舰的猛烈炮火下，它被击沉，英国驱逐舰则开始打捞幸存者。然而，当一艘德国齐柏林飞艇将沉没的布吕歇尔号误认为是英国战列巡洋舰而展开轰炸时，迫使驱逐舰撤离。确切的伤亡人数已不可考，估计数字从747至1000人不等。布吕歇尔号亦成为在是次海战中唯一损失的军舰。

## 设计

布吕歇尔号线条画，显示了主炮和装甲保护的配置

德意志帝国海军将可执行多种任务的装甲巡洋舰定义为大巡洋舰。这些舰只的设计目的是与敌对海军的侦察部队交锋，并可在战列线中作战。最早的装甲巡洋舰——俾斯麦侯爵号于1900年被匆忙生产出来，并专门部署至中国协助镇压义和团运动。而此后的装甲巡洋舰——除两艘沙恩霍斯特级舰只外，都是跟随舰队的侦察部队服役。
1906年5月26日，德意志帝国议会通过了对建造布吕歇尔号以及拿骚级战列舰的前两艘舰的专项拨款。尽管舰只较以往的装甲巡洋舰更大更具威力，但布吕歇尔号仍被归入这一类别，以便隐藏其更为强大的特性。舰只是作为新增编入舰队的大巡洋舰而以字母“E”为代号进行订购。其设计受到了需要与英国当时在建的装甲巡洋舰相匹配的要求所影响。德国人预计这些新的英国舰只将装备六门或八门9.2英寸（230）口径炮。作为回应，帝国海军批准了一种在六座双联装炮塔中装备十二门210（8.3英寸）炮的设计。这比德国之前的沙恩霍斯特级装甲巡洋舰火力要大得多，后者仅装备了八门210毫米炮。
在最终决定批准建造布吕歇尔号的一周后，德国海军武官获得了新式英国舰只的实际细节，它们被称作“无敌级”。事实上，无敌号装备有八门与战列舰同款的12英寸（300）炮。人们很快就认识到，这些军舰是一种新型的军舰，它们最终被归类为战列巡洋舰。当无敌级的细节曝光后，重新设计布吕歇尔号已为时过晚，并且由于没有申报重新设计的拨款，所以工程按原计划进行。因此，布吕歇尔号在建造之前便已过时，并且迅速被德国海军的战列巡洋舰所超越——其中首艘（冯·德·坦恩号）于1907年订购。尽管如此，布吕歇尔仍然依照传统被部署至侦察集群。舰只最终花费了德国政府2853.2万马克。

### 整体特征
布吕歇尔号的水线长度和全长分别为161.1（528英尺7英寸）和161.8（530英尺10英寸）。舷宽的标准为24.5（80英尺5英寸），而随着在舰只两侧安装防鱼雷网，则舷宽也相应增至25.62（84英尺1英寸）。它的前吃水有8.84（29英尺0英寸）深，但后吃水略少，为8.56（28英尺1英寸）深。舰只的设计排水量为15,842公噸（15,592長噸），满载排水量则可达17,500公噸（17,200長噸）。船体采用横向和纵向钢框架构造，再覆以钢制船体板铆接而成。它们被分为十三个水密舱室和一个占龙骨长度比重为65%的双层船底。
来自德国海军档案馆的资料表明，布吕歇尔号的整体运转令人满意，它在海上的纵摇较轻且运动温和。然而，舰只的横摇严重，并且在满舵情况下的垂直倾侧会提高至10°，速度损失则高达55%。其稳心高度为1.63米（5英尺4英寸）。布吕歇尔号的标准船员编制为41名军官和812名水兵；当它在担任分舰队旗舰时则可额外增配14名军官和62名水兵。舰只还配备有一些小型舰载艇，包括两艘哨艇、三艘驳船、两艘机动艇、两艘高低桅帆船和一艘小划艇。

### 机械装置
布吕歇尔号配备有三台立式四缸三胀往复式蒸汽机。每台发动机各负责驱动一副三叶螺旋桨；其中中心桨直径为5.3（17英尺5英寸），两个外桨略大，直径为5.6（18英尺4英寸）。舰只以单舵驾驶。三台发动机以独立的轮机舱作隔离。每个舱内各设六台船用锅炉，共计十八台燃煤式锅炉。舰只的设计最高速度为24.5節（45.4每小時），但在试航中曾达到25.4節（47.0每小時）。在12節（22每小時）的巡航速度下，布吕歇尔号可以航行最多6,600海里（12,200）。若将速度提升至18節（33每小時），则巡航范围会下降至3,250海里（6,020）。舰只的常规贮煤量为900公噸（890長噸），但若加以利用船体内的空间，燃料供应量可以扩大至2,510公噸（2,470長噸）煤。布吕歇尔号的电气设备由六台涡轮发电机组成，它们可在225伏特的额定电压下输出高达1,000千瓦特（1,300匹馬力）的总电功率。往复式发动机军舰所达到的最大推进功率也由布吕歇尔号产生，它在1909年的试航中曾达到37,799匹指示馬力（28,187千瓦特）。

### 武器装备
布吕歇尔号的主舰炮为十二门安装在六座双联装炮塔上的210毫米45倍径速射炮，其中舰艏、舰艉各一对，主舰艛两侧的翼炮塔中亦各有两对。它们共提供1020发炮弹，或是每炮85发。每枚炮弹的重量为108（238磅），长度为610（24.0英寸）。炮管可降至-5°俯角和升至20°仰角，最大射程为19,100（20,900碼）。它们的射速为每分钟4－5发。
布吕歇尔号的副炮为八门架设于MPLC/06型炮廓内的150毫米45倍径速射炮，其中舰舯两侧的中央各设四门。该炮有能力命中13,500（14,800碼）以外的目标。它们共提供1320发炮弹，或是每炮165发，持续射速为每分钟5－7发。炮弹的重量为45.3（100磅），并连同13.7（30磅）重的RPC/12型推进剂一起装填至黄铜弹壳内。炮管的炮口初速为835每秒（2,740英尺每秒），预计在发射约1400枚炮弹后需要进行更换。
舰只还配备了十六门廓装或枢轴安装的88毫米45倍径速射炮。其中舰艏、舰艉和舰桥附近的炮廓内各设有四门，另外四门则安装在后部舰艛的枢轴基座内。它们共提供3200发炮弹，或是每炮200发，持续射速为每分钟15发。这些高爆弹药的重量为10（22磅），并连同3（6.6磅）重的RPC/12型推进剂一起装填至黄铜弹壳内。它们的预期寿命为7000发。炮管的最大射程为10,700（11,700碼）。
布吕歇尔号同样配备了四具450（17.7英寸）浸没式水下鱼雷发射管；分别布设在舰艏、舰艉和两边舷侧，并提供11枚鱼雷。这些鱼雷携带有110（240磅）重的弹头，并有两种影响射程的速度设置。其中在32節（59每小時）的速度下，鱼雷的有效射程为2,000（2,200碼）；若将速度提升至36節（67每小時），则射程仅有1,500（1,600碼）。

### 装甲保护
与同时期的德国主力舰一样，布吕歇尔号配备了克虏伯渗碳钢。其装甲甲板的厚度在50至70（2.0至2.8英寸）之间；舰只更重要的区域覆以较厚的装甲保护，而不太重要的部分则采用较薄的装甲。在包含有轮机舱、弹药舱和其它核心部件的舰只中央部分，水线装甲带有180（7.1英寸）厚，并在延伸至不太重要的区域时逐渐弱化至80（3.1英寸），舰艏及舰艉则不设任何保护。整条装甲带都以一层30（1.2英寸）厚的柚木作支承。它还得到一层35（1.4英寸）厚的防鱼雷舱壁作为补充，但覆盖范围仅限于前部和后部的中心线炮塔之间。
前司令塔是布吕歇尔号装甲最重的部分，其侧部和顶部分别有250（9.8英寸）和80毫米厚。后司令塔的装甲则显著较弱，顶部厚30毫米，侧部厚度也仅有140（5.5英寸）。舰只的中央堡垒受到160（6.3英寸）厚的装甲保护。主炮炮塔有180毫米厚的的两侧和80毫米厚的顶部，副炮的廓装炮塔也有140毫米厚的装甲。

## 服役历史

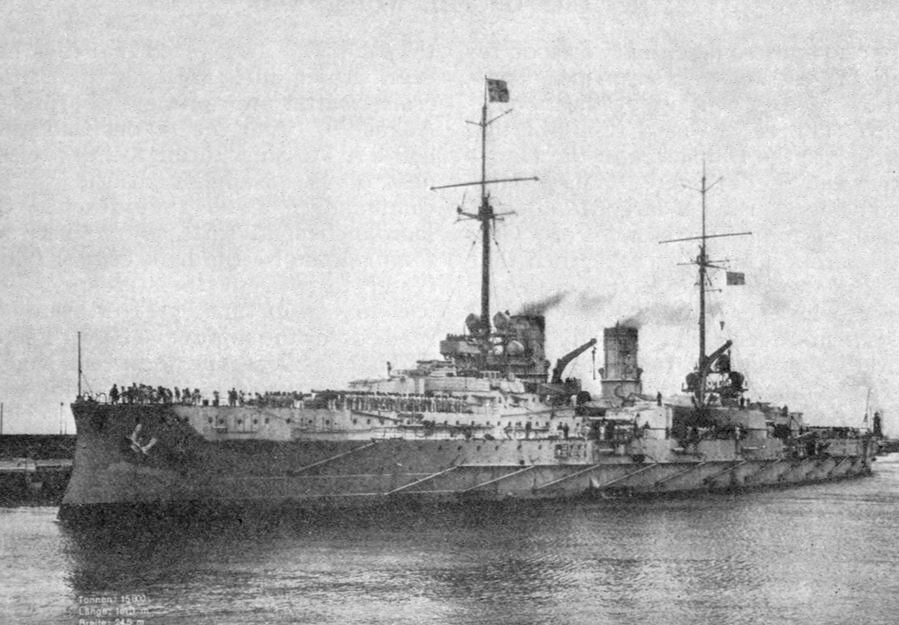
战前的布吕歇尔号，约1913年

布吕歇尔号于1908年4月11日下水，至1909年10月1日完工并投入公海舰队使用。它自1911年起开始担任炮兵学校的教练船。随着第一次世界大战于1914年8月爆发，布吕歇尔号得以跟随新式战列巡洋舰冯·德·坦恩号、毛奇号和旗舰塞德利茨号一同加入第一侦察集群服役。舰只参加的首次行动是在波罗的海针对俄罗斯帝国海军的一次无果扫荡。1914年9月3日，布吕歇尔号连同第四战列分舰队的7艘前无畏战列舰、5艘巡洋舰和24艘驱逐舰驶入波罗的海，目的是要牵扯出一部分俄国舰队并将其摧毁。行动中，小巡洋舰奥格斯堡号于达戈岛（今希乌马岛）以北遇到了俄国装甲巡洋舰巴扬号和帕拉斯号。前者试图将俄国舰只引致布吕歇尔号，以便能够摧毁它们，但俄国人拒绝接受诱惑，而是撤回到芬兰湾。至9月9日，该行动终止，两支舰队间没有任何重大交战。
1914年11月2日，布吕歇尔号以及战列巡洋舰毛奇号、冯·德·坦恩号和塞德利茨号在四艘小巡洋舰的陪同下，离开亚德湾并驶向英国海岸。这支部队于翌日拂晓抵达大雅茅斯对开海面并炮击了港口，而小巡洋舰施特拉尔松德号则在附近布下雷区。英国潜艇D5号试图拦截德国袭击者，却因触及施特拉尔松德号布下的水雷而沉没。此后不久，第一侦察集群司令、海军准将弗朗茨·冯·希佩尔命其舰只返回德国水域。在途中，一场大雾笼罩了黑尔戈兰湾，因此舰只受命暂时停航直至能见度提高，这样它们方可安全通过防御雷区。大巡洋舰约克号则发生导航失误，致使其进入了德国雷区。它触及两枚水雷并迅速沉没；全舰629名官兵中只有127人获救。

### 炮击斯卡布罗、哈特尔浦及惠特比

一战期间的布吕歇尔号

德国公海舰队总司令、海军上将腓特烈·馮·英格諾爾决定对英国海岸进行另一次突袭，希望以此吸引一部分大舰队成员投入战斗，并将其摧毁。在1914年12月15日03:20，第一侦察集群的布吕歇尔号、毛奇号、冯·德·坦恩号、新近入役的战列巡洋舰德夫林格号和塞德利茨号，在小巡洋舰科尔贝格号、斯特拉斯堡号、施特拉尔松德号、格劳登茨号以及两支鱼雷艇区舰队的陪同下离开亚德河口。这些舰只向北驶过黑尔戈兰岛，直抵喇叭礁灯塔，然后向西转往斯卡布罗方向。在希佩尔的部队离港约十二小时后，由14艘无畏舰和8艘前无畏舰组成的公海舰队主体，以及由2艘装甲巡洋舰、7艘小巡洋舰和54艘鱼雷艇组成的屏护部队也相继出发，负责为袭击部队提供远程支援。
早在1914年8月26日，德国小巡洋舰马格德堡号在芬兰湾搁浅，其残骸被俄国海军俘获，后者找到了德国海军使用的代码簿和北海航海图。这些文件随后转交至英国皇家海军。密码分析部门40号室开始解密德国的信号，并于12月14日截获了炮击斯卡布罗计划的相关信息。该计划的具体细节尚不清楚，但英国人认为公海舰队将会像以往炮击时一样留在港口以策安全。在第3巡洋分舰队、第1轻巡洋分舰队以及第2战列分舰队的六艘无畏舰的支援下，英国海军中将戴维·贝蒂麾下的四艘战列巡洋舰将对希佩尔的部队实施伏击。
在12月15－16日夜间，公海舰队的主体遇到了英国驱逐舰。由于担心夜间可能遭到鱼雷攻击，英格诺尔遂命令舰只撤退。希佩尔没有意识到英格诺尔的转变，因此他继续落实炮击计划。抵达英国海岸后，希佩尔的战列巡洋舰被分为两组。塞德利茨号、毛奇号和布吕歇尔号往北炮轰哈特尔浦，而冯·德·坦恩号和德夫林格号则向南攻击斯卡布罗和惠特比。在这三座城镇中，仅哈特尔浦有岸基炮台保护。在炮击哈特尔浦期间，塞德利茨号被命中三次，布吕歇尔号则遭到海岸炮的六次打击。布吕歇尔号的损失很小，但仍有9人阵亡、3人负伤。至16日09:45，两组成员重新集结，开始向东撤离。

公海舰队于12月16日上午的所处方位

与此同时，贝蒂的战列巡洋舰已经就位，挡住了希佩尔选定的出口通道，而其它部队也正形成包围。在12:25，德国第二侦察集群的小巡洋舰开始穿越英国部队寻找希佩尔。隶属第2轻巡洋分舰队的南安普敦号发现了施特拉尔松德号并向贝蒂报告。在12:30，贝蒂将他的战列巡洋舰转向德国舰只。他认为德国巡洋舰只是希佩尔的先导屏护舰，而战列巡洋舰仍在前方约27海里（31英里；50）处。一直为贝蒂担任屏护的第2轻巡洋分舰队被派往追击德国巡洋舰，但英国战列巡洋舰发出的错误信号使它们又返回了屏护阵位。这种混乱使德国小巡洋舰得以逃脱，并向希佩尔通报了英国战列巡洋舰的位置。德国的战列巡洋舰遂转向英国部队的东北方向推进，并顺利逃离。
英德双方都对他们未能有效地与对手交战而感到失望。英格诺尔上将的声誉因其怯战而受到很大的影响。毛奇号的舰长怒不可遏，他认为英格诺尔调头是“因为其畏惧十一艘本可被消灭的驱逐舰……在当前的领导下，我们将一事无成”。官方的德国历史记载中也批评英格诺尔没有利用其轻型部队去试探英国舰队的兵力，并指出：“他决定采取的这项措施不仅严重危及其身处英国海岸附近的先遣部队，而且还剥夺了德国舰队的一次毫无悬念的重大胜利”。

### 多格滩海战

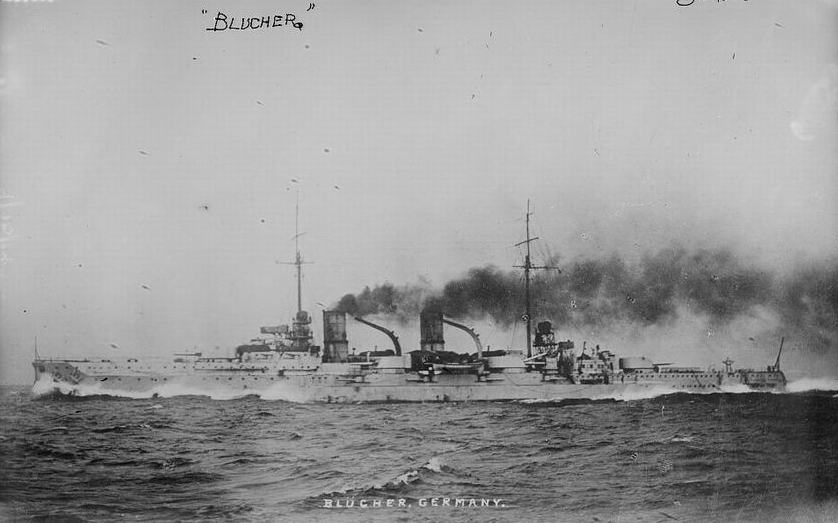
行进中的布吕歇尔号

1915年1月初，德国海军司令部获悉英国舰只正在多格滩地区进行侦察。英格诺尔上将起初并不愿意尝试摧毁这些部队，因为冯·德·坦恩号当时在旱坞内进行定期维修，第一侦察集群的兵力被暂时削弱了。然而，时任公海舰队参谋长的海军少校理夏德·埃克曼却坚持要采取行动，促使英格诺尔妥协并命令希佩尔将他的战列巡洋舰带至多格滩。
1月23日，希佩尔受命率队出击，这支部队以塞德利茨号为主导，随后依次是毛奇号、德夫林格号和布吕歇尔号；它们得到了小巡洋舰格劳登茨号、罗斯托克号、施特拉尔松德号和科尔贝格号，以及来自第五区舰队和第十八半区舰队共19艘鱼雷艇的护航。格劳登茨号和施特拉尔松德号被分配至前侧屏护阵位，科尔贝格号和罗斯托克号则分居战列巡洋舰的左侧和右侧。而每艘小巡洋舰都配备一支鱼雷艇半区舰队。
英国人对德国无线电信号的截获和解密再次发挥了重要作用。尽管他们不知道确切的计划，但40号室的密码译解员能够推断出希佩尔将在多格滩地区开展一项行动。为了对付它，贝蒂率领的第1战列巡洋分舰队、海军少将戈登·摩尔麾下的第2战列巡洋分舰队以及海军准将威廉·古迪纳夫治下的第2轻巡洋分舰队，将于1月24日08:00在多格滩以北约30海里（35英里；56）初与海军准将雷金纳德·蒂里特率领的哈里奇部队会合。
在08:14，科尔贝格号发现了轻巡洋舰奥罗拉号和哈里奇部队的几艘驱逐舰。奥罗拉号用探照灯向科尔贝格号搦战，于是科尔贝格号攻击了奥罗拉号，并取得两次命中。奥罗拉号回击，同样取得两次命中作为报复。希佩尔立即将他的战列巡洋舰转向炮火声中，几乎同一时间，施特拉尔松德号在其阵位西北方向观察到了大量的浓烟。这被判断为一群向希佩尔驶来的大型军舰。希佩尔事后回忆称：
|  | 如此庞大部队的出现表明了英国舰队有更多兵力正在接近，尤其是通过无线电拦截显示第2战列巡洋分舰队正在接近……布吕歇尔号也报告称，它们位于德国阵线的后方，已开始向一艘小巡洋舰开火并且有多艘驱逐舰正从尾部驶近…… 我麾下的战列巡洋舰发现，鉴于盛行的东北偏东的风向，它们处于迎风位置，因此从一开始就面临不利的局势…… |

希佩尔转向南方逃跑，但速度被限制在23節（43每小時），因为这是布吕歇尔号在当时所能达到的最高速度。追赶的英国战列巡洋舰则以27節（50每小時）的速度航行，很快便赶上了德舰。在09:52，狮号从大约20,000碼（18,000）的距离向布吕歇尔号开火；不久之后，长公主号和虎号也开始射击。至10:09，英军炮火首次命中布吕歇尔号。两分钟后，德舰开始还击，主要集中在狮号身上，射程为18,000碼（16,000）。狮号于10:28在水线上方被击中，炮弹于舷侧撕开了一个孔洞并导致煤舱被淹。大约在这个时候，布吕歇尔号的一枚210毫米炮命中了狮号的前炮塔。炮弹未能穿透装甲，但震荡产生的效果仍然使其左炮暂时失效。10:30，新西兰号作为贝蒂阵线的第四艘舰，也进入布吕歇尔号的射程并开火。至10:35，双方距离已拉近至17,500碼（16,000），此时整条德国阵线都处于英国舰只的有效射程之内。贝蒂遂命其战列巡洋舰与德国对手分别交战。
至11:00，布吕歇尔号被英国战列巡洋舰大量发射的重炮击中后已严重受损。尽管如此，领头的三艘德国战列巡洋舰——塞德利茨号、德夫林格号和毛奇号，则仍然集中火力攻击狮号并取得数次命中；后者的三台直流发电机中已有两台失效，而左舷侧的轮机舱也被淹没。在11:48，另一艘英国战列巡洋舰不挠号抵达现场，并由贝蒂直接指挥前往摧毁当时已起火燃烧并已严重向左倾侧的布吕歇尔号。该舰的一名幸存者讲述了当时正在造成的破坏：

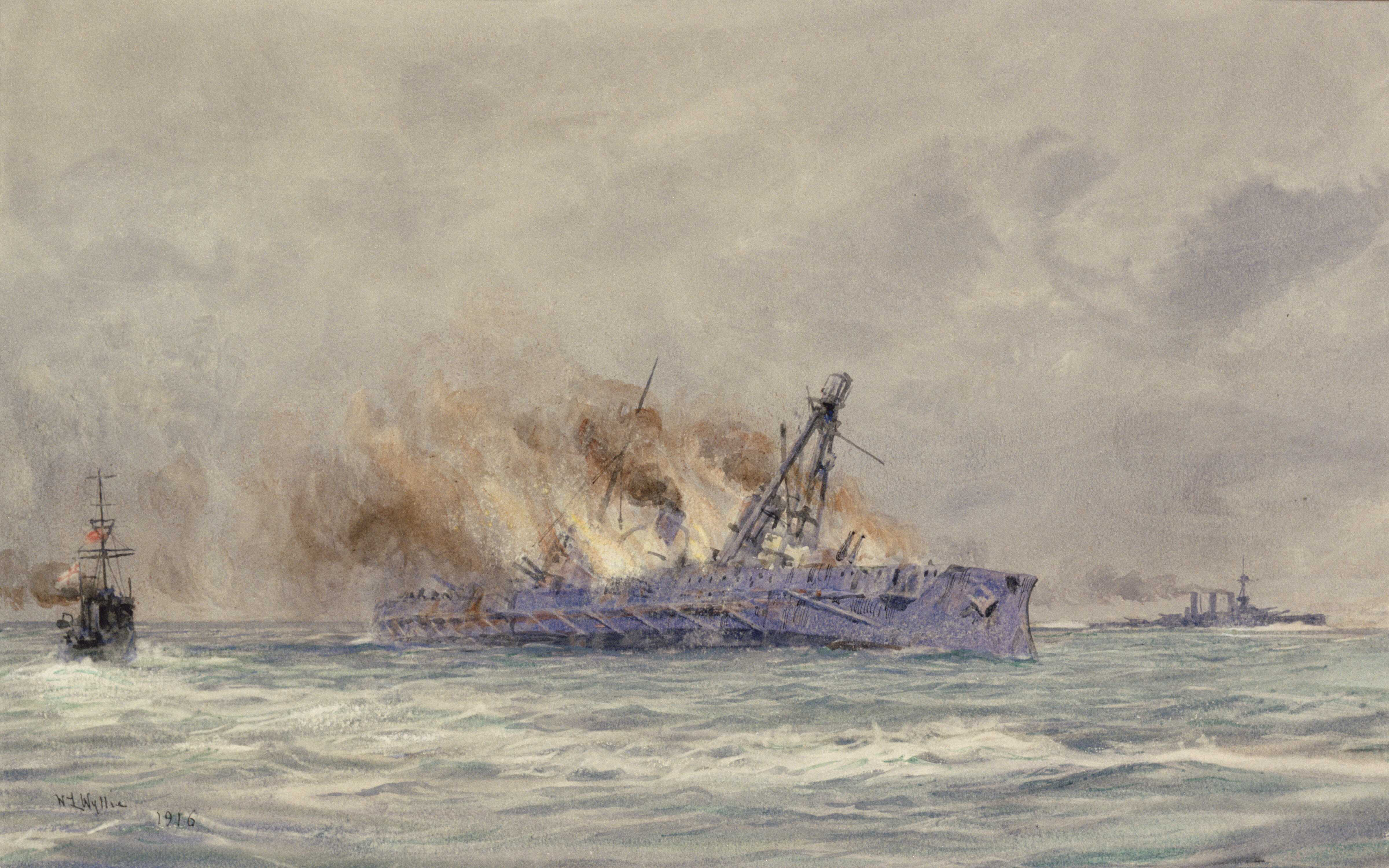
一副描绘着布吕歇尔号起火及严重倾侧的画作

|  | 那些炮弹……甚至贯穿至锅炉舱。煤舱内的煤被点燃了。由于煤舱有一半是空的，火势得以迅速蔓延。在轮机舱内，一枚炮弹吞噬了机油，将之喷洒在蓝色和绿色的火焰中……在狭小空间内的爆炸产生了极大的气压……狂啸着穿过每一个开口并对所及之处带来致命打击……人们被可怕的气压抬起并抛入机械设备中，死状恐怖。 |

当领头的英舰报称有U艇出没后，英国人的攻击被迫中断。贝蒂迅速下令进行规避，这使德国舰只能够拉大与追击者的距离。此时，狮号的最后一台发电机失效，航速降至15節（28每小時）。在遭受重创的狮号舰上，贝蒂命令其余战列巡洋舰“与敌人的后方交战”，但信号的混乱导致这些舰只仅是单独锁定了布吕歇尔号。后者继续顽强抵抗；并成功击退了第1轻巡洋分舰队的四艘轻巡洋舰以及四艘驱逐舰的进攻。然而，第1轻巡洋分舰队的旗舰奥罗拉号还是以鱼雷两次命中了布吕歇尔号。至此，除了后部炮塔外，该舰所有的主炮炮塔都已哑火。有另外七枚鱼雷在近距离平射射程内集体发出；它们的命中导致舰只于13:13倾覆。在交战过程中，布吕歇尔号共遭到70－100枚大口径炮和数枚鱼雷的打击。
当舰只沉没时，英国驱逐舰驶至附近，试图从水中救出幸存者。然而，德国齐柏林飞艇L5号却将正在下沉的布吕歇尔号误认为是英国战列巡洋舰，并试图轰炸驱逐舰，从而迫使后者撤离。死亡人数众说纷纭；保罗·施马伦巴赫的报告称，29名军官中有6人以及999名水兵中有275人从水中救起，遇难总数为747人。由埃里希·格勒纳整理的德国官方消息称，布吕歇尔号在沉没时共有792人死亡；而在詹姆斯·戈德里克所引用的英方资料则指出，全舰当时至少有1200名船员，其中仅234人幸存。在获救的人员中包括有布吕歇尔号的时任舰长、海军上校埃尔德曼。他后来在英国囚禁期间死于肺炎。另有二十人也在作为战俘期间死去。

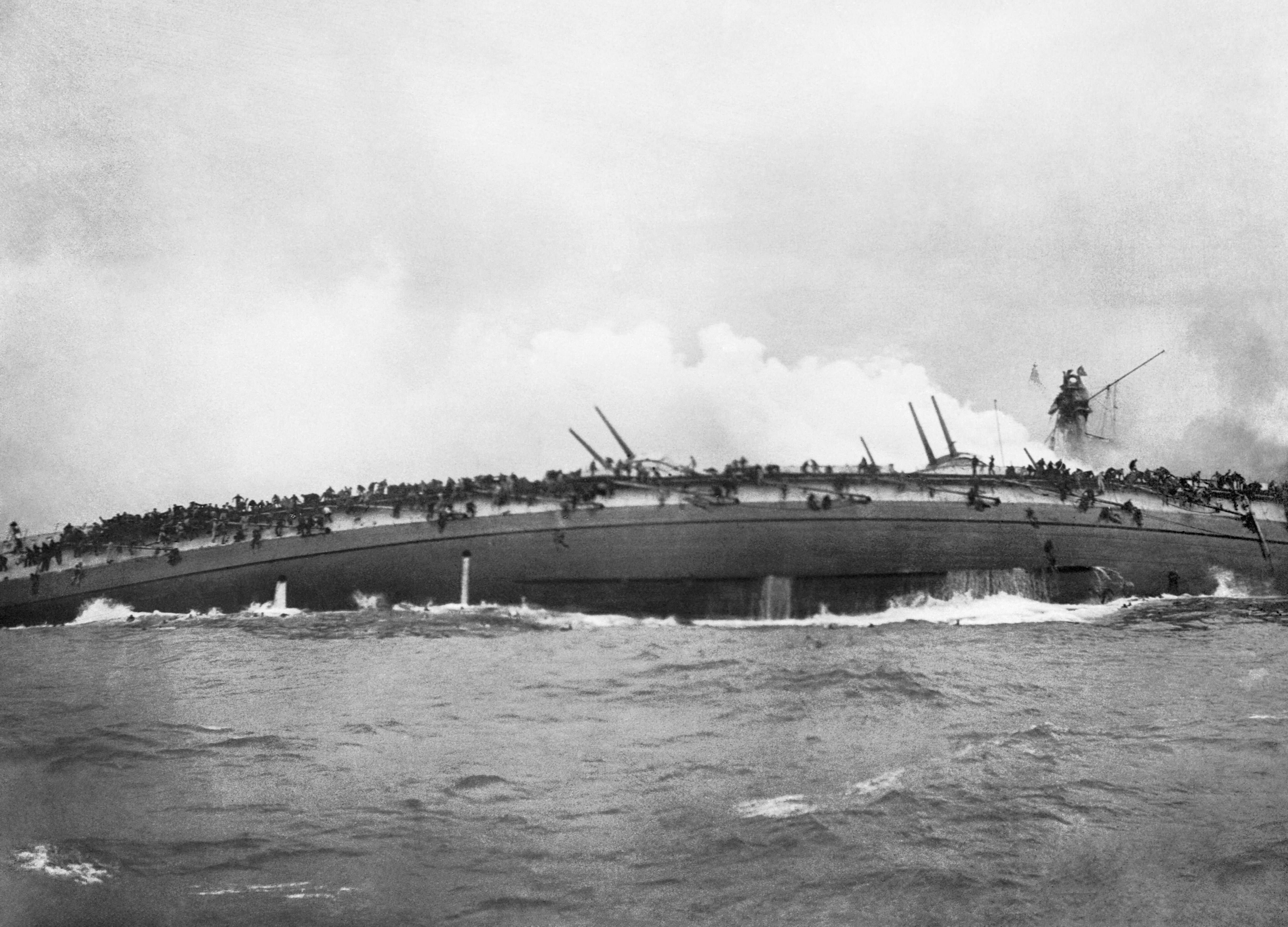
正在下沉的布吕歇尔号向舷侧倾覆

专注于攻击布吕歇尔号使毛奇号、塞德利茨号和德夫林格号得以逃脱。希佩尔将军原本打算用他的三艘战列巡洋舰掉头并从侧翼攻击英国舰只，以解救遭受重创的布吕歇尔号，但当他得知其旗舰亦严重受损时，它决定放弃装甲巡洋舰。希佩尔在事后是这样解释自己的决定：
|  | 为了帮助布吕歇尔号，我们决定尝试移向侧翼进攻……但当我被告知我旗舰的C和D炮塔已经故障，舰艉灌满了海水，并且仅剩200发重炮炮弹时，我打消了继续支援布吕歇尔号的念头。任何这样的做法，既然我们的主力舰队无法介入，便都很可能导致进一步的重大损失。移向侧翼支援布吕歇尔号将会把我的编队带到英国战列巡洋舰和可能居后的战列分舰队之间。 |

当贝蒂登上长公主号，并重新恢复对其麾下舰只的控制时，德国舰只已有太大的领先优势，英国人无法赶上它们；至13:50，他下令停止追击。德皇威廉二世对布吕歇尔号的沉没和塞德利茨号的几乎沉没感到愤怒，下令公海舰队在海港禁足。埃克曼少将遭撤职，而英格诺尔上将也被迫辞职。其公海舰队总司令职位由海军上将胡戈·冯·波尔取代。